# Mora (Portugália)
Mora község és település Portugáliában, Évora kerületben. A község területe 443,95 négyzetkilométer.
Mora lakossága 4978 fő volt a 2011-es adatok alapján. A község területén a népsűrűség 11 fő/négyzetkilométer. A település jelenlegi vezetője Luís Simão.
A település napja minden év húsvéthétfőjére esik.
A község a következő településeket foglalja magába, melyek:
- Brotas
- Cabeção
- Mora
- Pavia

## Fordítás
Ez a szócikk részben vagy egészben  a   Mora, Portugal című angol Wikipédia-szócikk ezen változatának fordításán alapul.  Az eredeti cikk szerkesztőit annak laptörténete sorolja fel. Ez a jelzés csupán a megfogalmazás eredetét és a szerzői jogokat jelzi, nem szolgál a cikkben szereplő információk forrásmegjelöléseként.